# Paleis van de Porphyrogenitus

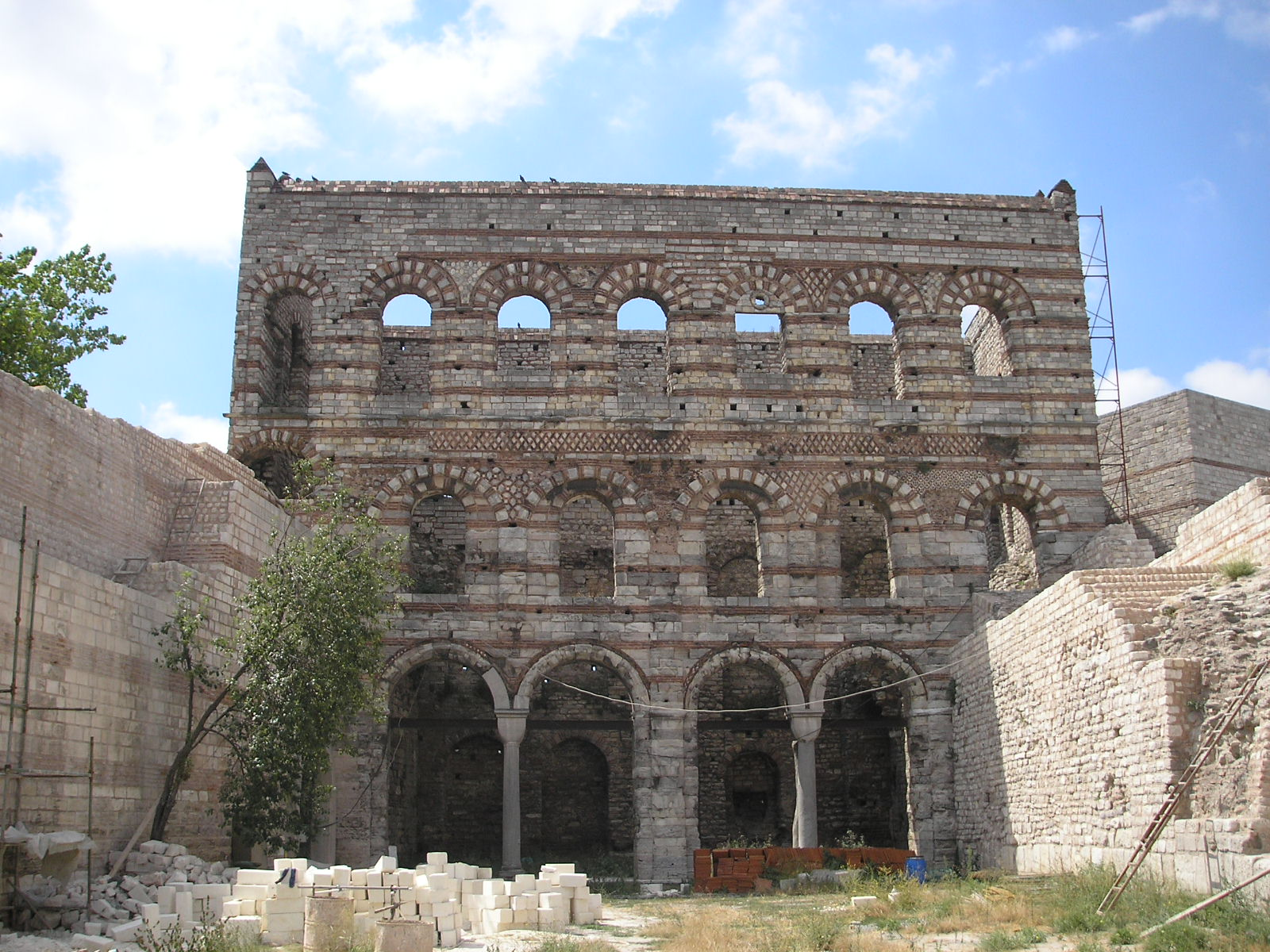
Het Paleis van de Porphyrogenitus vandaag de dag en [http://www.byzantium1200.com/tekfur.html voorheen

Het Paleis van de Porphyrogenitus (Grieks: τὰ βασίλεια τοῦ Πορφυρογεννήτου, Turks: Tekfur Sarayı, wat betekent "Paleis van de Keizer") verwijst naar de ruïnes van het Byzantijnse paleis, gebouwd in de 13e eeuw, in het noordwesten van de oude stad Constantinopel (het huidige Istanboel, Turkije).

## Geschiedenis
Het paleis werd gebouwd aan het einde van de 12e eeuw of het begin van de 13e eeuw als onderdeel van het paleizencomplex van Blachernae, waar de Muren van Theodosius bijeenkomen met de latere muren van de buitenwijk van Blachernae. Hoewel het lijkt alsof het paleis vernoemd is naar Keizer Constantijn VII Porphyrogenitus, was het lang na hem gebouwd. In werkelijkheid is het paleis vernoemd naar de zoon van Michaël VIII Palaiologos. "Porphyrogenitus" betekent letterlijk "de in het purper geborene", wat verwijst naar een kind dat geboren is van een regerende keizer. Het paleis diende als de keizerlijke residentie gedurende de laatste jaren van het Byzantijnse Rijk.
Het paleis kreeg het zwaar te verduren tijdens de Ottomaanse verovering van Constantinopel in 1453, door de ligging nabij de verdedigingsmuren. Gedurende de 16e en 17e eeuw bood het onderdak aan een deel van de menagerie van de sultan. Toen de dieren werden verplaatst naar een ander verblijf, werd het gebouw gebruikt als bordeel. Vanaf 1719, was de Tekfur Sarayı pottenbakkerij er gevestigd en begon daar tegels te produceren in de stijl van de İznik-keramiek, maar dan beïnvloed door Europese kleuren en dessins. De werkplaats had vijf ovens en maakte ook borden en vaatwerk. Na ongeveer een eeuw te hebben gedraaid, stopte het bedrijf en werd het gebouw een armenhuis voor Joden uit Istanboel. In het begin van de 20e eeuw werd het kort gebruikt als bottelfabriek, voordat het werd verlaten. Het resultaat hiervan is dat vandaag de dag alleen de buitenste stenen façade er nog staat, het enige groot bewaard gebleven voorbeeld van de seculiere Byzantijnse architectuur. Vanaf het jaar 2006 ondergaat het paleis een omvangrijke restauratie.

## Architectuur
Het paleis was een groot gebouw met drie verdiepingen, gebouwd tussen de binnenste en buitenste fortificaties in de noordelijke hoek van de Muren van Theodosius. De begane grond bestaat uit een arcade met vier bogen, die uitkomen op een binnenplaats die wordt overzien door vijf grote ramen op de eerste verdieping. De bovenste verdieping van het bouwwerk komt boven de muren uit en bevat ramen aan alle vier de kanten. Aan de oostkant is nog een restant van een balkon. Het dak en alle vloeren van het bouwwerk zijn verdwenen. De resterende muren zijn versierd in geometrische dessins met rode bakstenen en wit marmer, wat typerend is voor de laat-Byzantijnse periode.

## Galerij

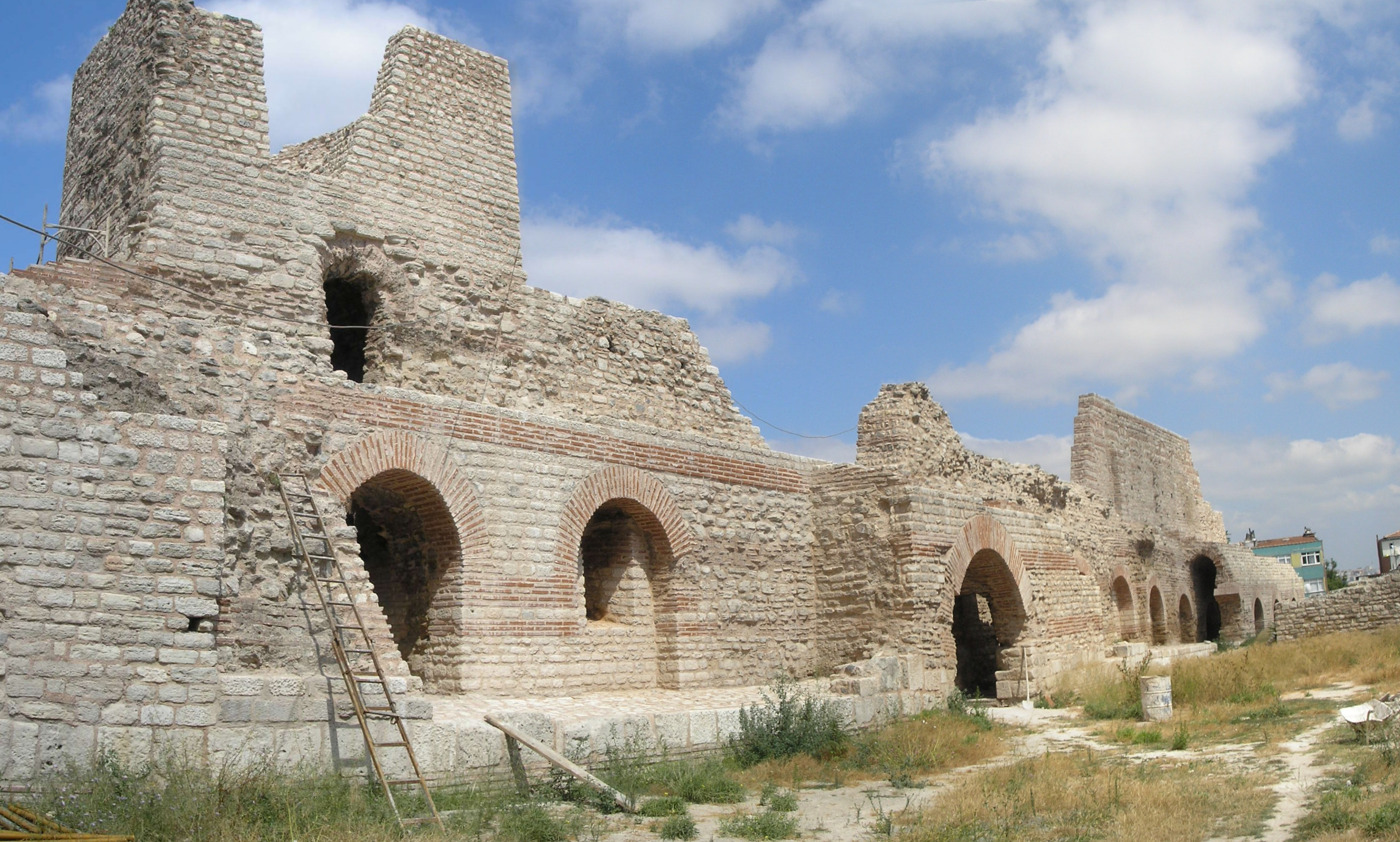
Muren gezien vanaf de binnenplaats
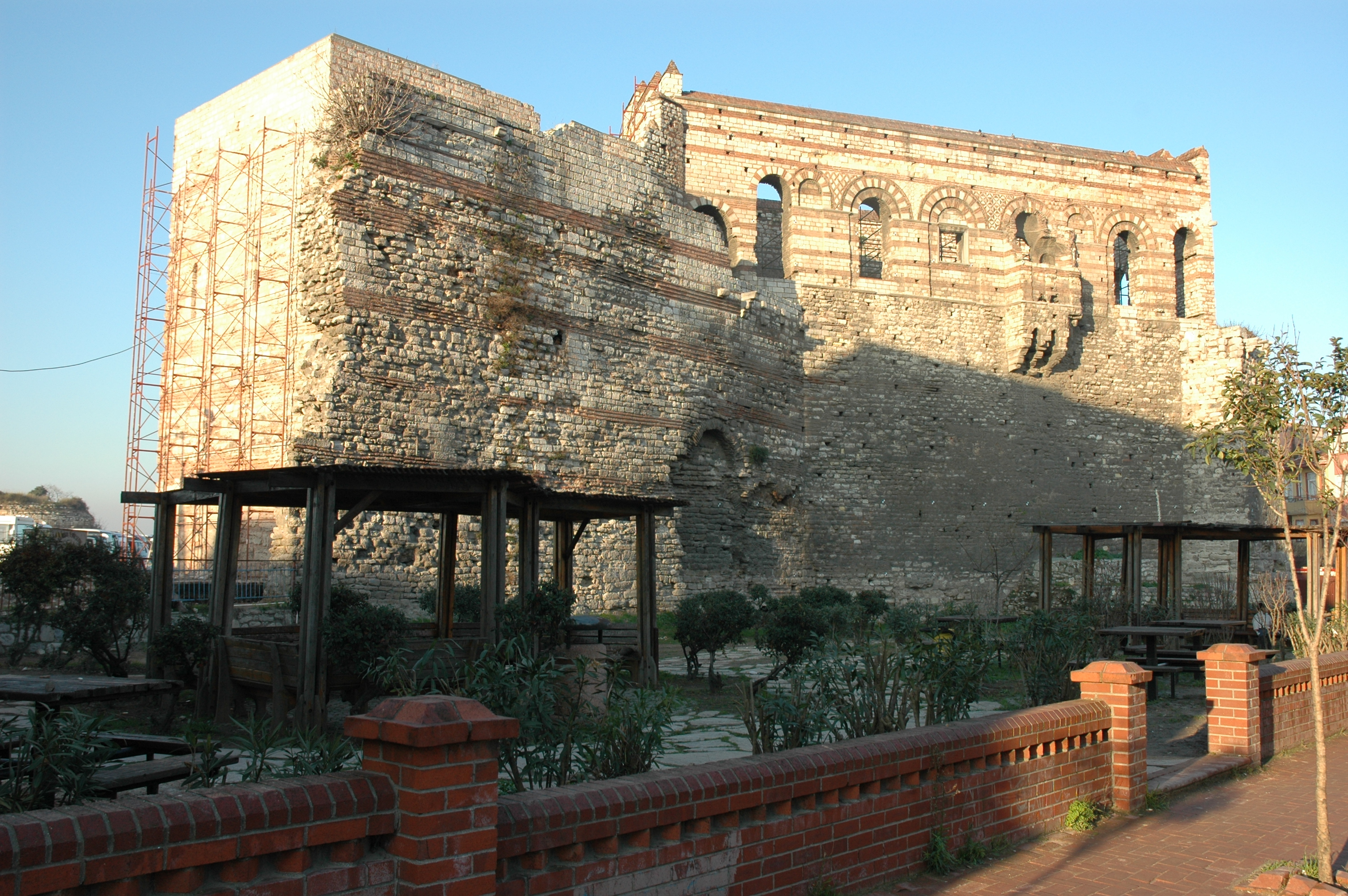
Overblijfselen van de kapel (zuidelijke muur)
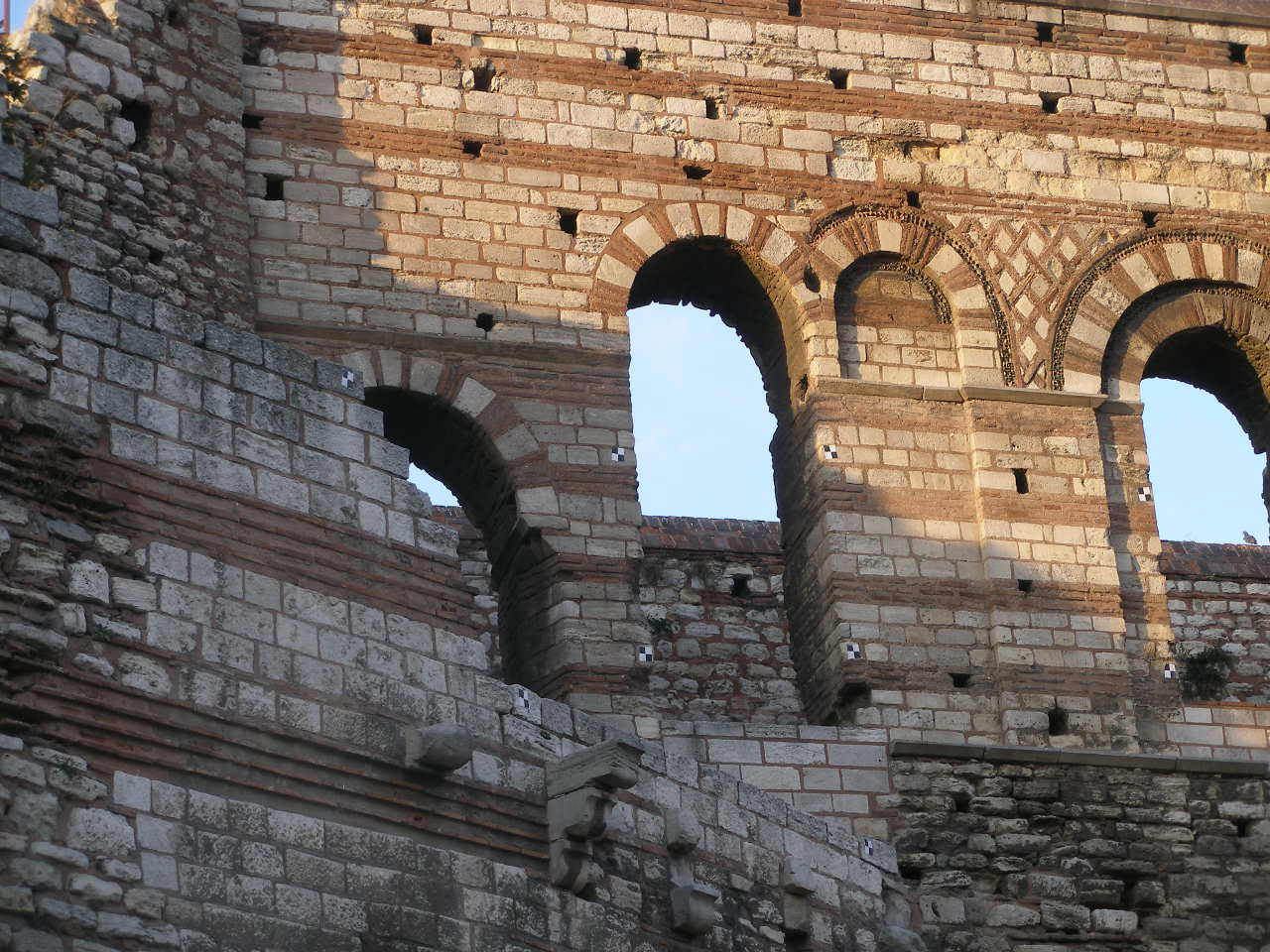
Details van de marmeren decoraties (zuidelijke muur)
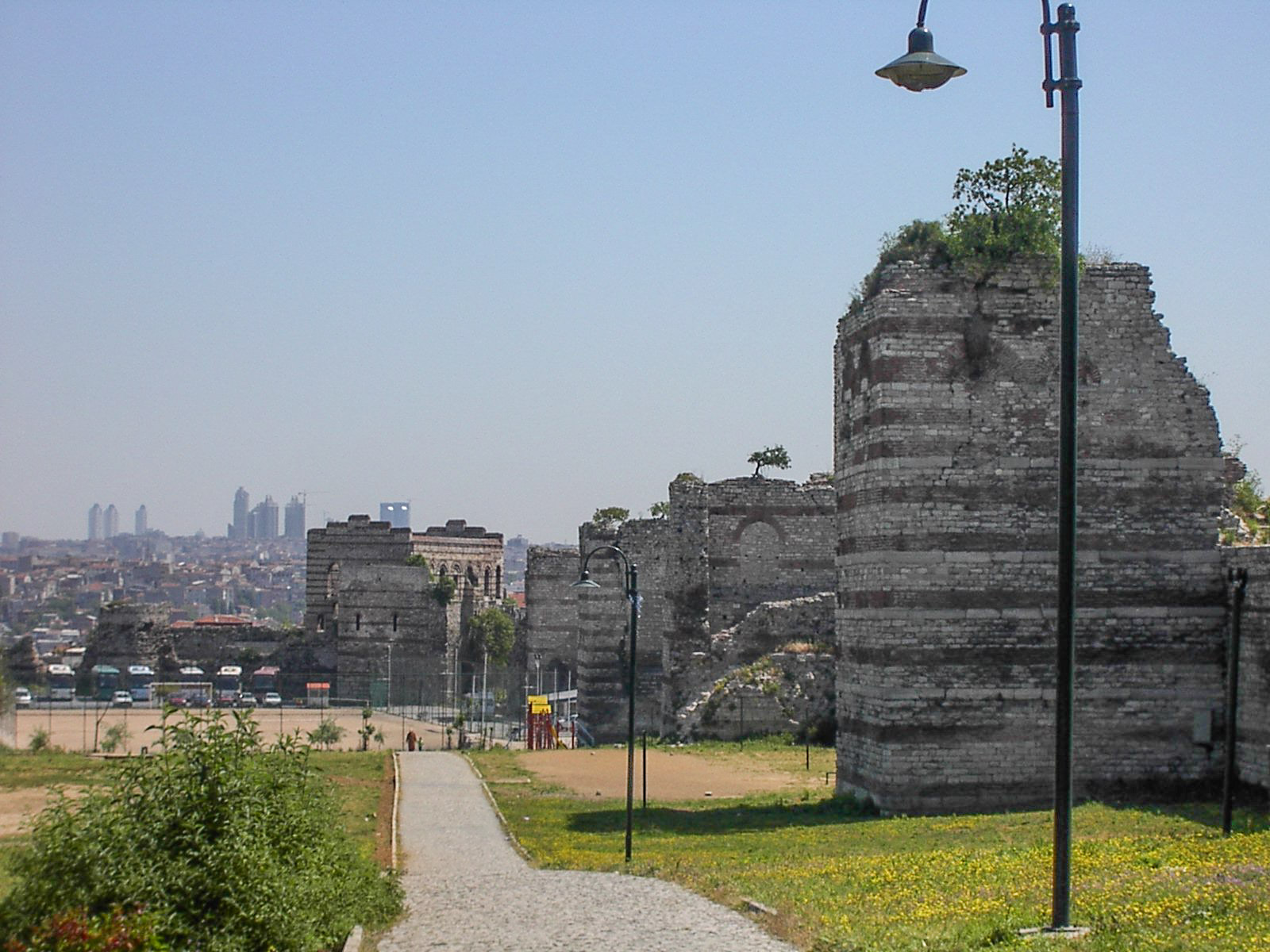
Het Paleis van de Porphyrogenitus, te zien op de achtergrond met ervoor de Muur van Theodosius

## Voetnoten
1. ↑  Treadgold (1997), p. 746
2. ↑  Blair (1996), p. 237
3. ↑  Freely (2000), p. 270